# Rubin (konstruktorski biro)
Centralni konstruktorski biro morske tehnike »Rubin« (rusko Центральное конструкторское бюро морской техники «Рубин», krajše ЦКБ «Рубин», rubin) je z Malahitom in Lazuritom en od glavnih treh ruskih centrov konstruiranja podmornic. Rubin je največji med tremi podmorniškimi konstruktorskimi biroji in je konstruiral več kot dve tretjini vseh jedrskih podmornic v Ruski vojni mornarici. Sedež podjetja je v Sankt Peterburgu.
4. januarja 1901 je ministrstvo za vojno mornarico Ruskega imperija naložilo nalogo konstruiranja bojnih podmornic za Rusko imperialno mornarico trem častnikom – poročniku Mihailu Nikolajeviču Beklemiševu, poročniku Ivanu Semjonoviču Gorjunovu in mornariškemu arhitektu starejšemu pomočniku Ivanu Grigorjeviču Bubnovu, uslužbencu Baltiške ladjedelnice, kjer so podmornice nameravali zgraditi. konstruktorji so sestavljali Komisijo za konstruiranje podmornic, ki jo je vodil Bubnov. Komisija je svojo konstrukcijsko rešitev 3. maja 1901 predala vojnemu ministrstvu. Julija je bila potrjena in Baltiška ladjedelnica je zgradila torpedni čoln št. 113 (kasneje Delfin). Gradnja Delfina je bila končana leta 1903 in po uspehu podmornice na preizkušanju so bili zgrajeni bolj napredni razredi podmornic Kasatka, Minoga, Akula, Morž in Vepr (do leta 1918 skupno 73 podmornic).
1. novembra 1926 je bila Komisija za konstruiranje podmornic preimenovana v Tehnični biro št. 4, ki ga je vodil Boris Mihajlovič Malinin, konstruktor razredov podmornic Dekabrist, Leninec in Ščuka. 1. aprila 1932 je bil biro preimenovan v Centralni konstruktorski biro posebnega (podvodnega) ladjedelništva št. 2. Leta 1935 preide v okvir Baltiške ladjedelnice, januarja 1937 pa postane Centralni konstruktorski biro št. 18 (CKB-18).
1. aprila 1938 se je CKB-18 osamosvojil od Baltiške ladjedelnice in postal podrejen 2. glavnemu direktoratu Ljudskega komisariata za obrambno industrijo. Biro se je preselil iz stavbe Baltiške ladjedelnice v novo zgradbo na Suvorovskem prospektu 50.
Med obleganjem Leningrada je bil CKB-18 evakuiran v Gorki (vrnitev – maja–junija 1945). Kompozicija 12 vagonov je iz Leningrada krenila 18. julija in prispela v Gorki 22. julija 1941.
Leta 1947 je CKB-18 konstruiral razred dizel-električnih podmornic projekta 613, ki je z 215 enotami postal najbolj množičen razred podmornic v zgodovini Sovjetske vojne mornarice. Med letoma 1951 in 1974 je biro vodil Pavel Petrovič Pustincev, ki je konstruiral projekt 641 (75 zgrajenih podmornic). Leta 1956 je biro začel z konstruiranjem projekta 658, prvega sovjetskega razreda strateških jedrskih podmornic. S podmornic je bilo možno izstreliti balistične rakete R-21 tudi v potopljenem položaju s pomočjo raketnega sistema D-4. Za razvoj podmornic z možnostjo izstrelitve balističnih raket iz potopljenega položaja je bil biro leta 1965 odlikovan z redom Lenina.
Leta 1966 je bil CKB-18 preimenovan v Leningrajski projektno-montažni biro »Rubin« (LPMB »Rubin«).
Za razvoj razredov Navaga in Murena je bil biro v letih 1970 in 1974 odlikovan z redoma Lenina. Glavni konstruktor projektov 658, 658M, 667A, 667B, 667BD, 667BDR, 667BDRM in 941 je bil dolgoletni glavni konstruktor podjetja Sergej Nikitič Kovaljev, pod vodstvom katerega je delal dolgoletni direktor biroja Rubin glavni konstruktor Igor Dmitrijevič Spasski (direktor med 1974 in 2007).
Leta 1971 se je v biroju začelo konstruiranje razreda Antej, leta 1976 pa razreda Akula. V 1980. letih je biro konstruiral razred Borej.
2. septembra 1989 je biro prejel sedanje ime Centralni konstruktorski biro morske tehnike »Rubin«.